# Веннеманн, Клаус
Клаус Веннеманн (нем. Klaus Wennemann; 18 декабря 1940, Ор-Эркеншвик — 7 января 2000, Бад-Айблинг) — немецкий киноактёр

## Биография
Родился в Вестфалии в Северном Рейне. С 1964 по 1966 год посещал Эссенскую школу актёрского мастерства «Фолькванг». Его дебют на сцене состоялся в Городском театре в Ландсхуте. Через три года перешел во Франкфуртский государственный театр. С 1980 выступает в качестве свободного художника. Стал известным публике после роли старшего механика в фильме «Das Boot» в 1981 году. Поддерживал дружеские отношения с Юргеном Прохновым. Наибольшую популярность ему принесли съёмки в главной роли в телесериале «Разыскиваемый».

## Фильмография
- 1981: Подводная лодка
- 1983: Die Macht der Gefühle
- 1983: Rote Erde (телесериал)
- 1984: Abwärts
- 1983—1993: Der Fahnder (телесериал)
- 1986: Место преступления (Tatort), также Tatort: Freunde
- 1987: Der Unsichtbare
- 1987: Auf Achse (телесериал)
- 1988: Liebling Kreuzberg (телесериал)
- 1989: Schuldig (телесериал)
- 1990: Neuner
- 1992: Schuld war nur der Bossa Nova (телесериал)
- 1992: Happy Holiday (телесериал)
- 1993: Vater braucht eine Frau (телесериал)
- 1994/1995: Schwarz greift ein (телесериал)
- 1995: Bruder ich brauche Dein Blut
- 1995: Schwurgericht (телесериал)
- 1997: Helden habens schwer
- 1998/1999: Hinter Gittern – Der Frauenknast (телесериал)
- 1999: Siska (телесериал)
- 1999: Morgen gehört der Himmel dir (телесериал)
- 1999: Küstenwache (телесериал)
- 1999: Альпийский патруль — Ценится каждая жизнь (Medicopter 117 — Jedes Leben zählt), телесериал